# Cnemidophorus marmoratus
Cnemidophorus marmoratus är en ödleart som beskrevs av  Baird och GIRARD 1852. Cnemidophorus marmoratus ingår i släktet Cnemidophorus och familjen tejuödlor. IUCN kategoriserar arten globalt som livskraftig.

## Underarter
Arten delas in i följande underarter:
- C. m. marmoratus
- C. m. reticuloriens